# Александровская площадь (Чернигов)
Александровская площадь (укр. Олександрівська площа) — историческая площадь, на территории современного Новозаводского района Чернигова. С 1927 года — площадь 25 Октября.

## История
Александровская площадь была создана согласно плану застройки города 1805 года на пустыре возле Воскресенской церкви и после закрытия кладбища. Вдоль старинной дороги на Любеч сложился архитектурно-пространственный комплекс площади с группой зданий «для мер и веса». Площадь также называлась Новобазарной, поскольку здесь была сосредоточена торговля лесом, сеном и скотом, проводились ярмарки.
В 1927 году Александровская площадь переименована на площадь 25 Октября — в честь даты Октябрьской революции. После Великой Отечественной войны большая часть площади была застроена, остальная часть была отведена под Центральный городской базар (ныне Рыночная, 1). В 1960-е годы часть площади была присоединена к Рабочей улице.

## Описание
Александровская площадь была расположена между современными проспектом Мира, улицей Ивана Мазепы, Рыночная и переулком Алексея Бакуринского (возле Ремесленной). Площадь занята жилой многоэтажной застройкой, учреждениями обслуживания и территорией коммунальных предприятий.
На территории телецентра сохранился Дом меры и веса 19 века (улица Ивана Мазепы, 4 А) — памятники архитектуры местного значения. У площади расположены Воскресенская церковь (1772—1799 года) и Народный дом (конец 19 — начало 20 веков). Дом № 56 по улице Ремесленная построен в 1911 году в северо-западном части площади, куда в 1922 году переехала Еврейская слесарно-кузнечная школа «Юный пролетарий».